# 東政幸
東 政幸（あずま まさゆき）は、戦国時代の武将。備後国奴可郡蟻腰城主。

## 略歴
大永3年（1523年）毛利元就の意向により、五品嶽城主宮高盛の附家老職となる。天文2年（1533年）大富山城に拠点を移す。天文5年（1536年）備後に侵攻した尼子経久勢を撃退する。
天文9年（1540年）讒言を受け宮景盛に攻撃され遂に自刃する。